# Skoky (Dolní Újezd)
Skoky jsou vesnice v okrese Přerov v Olomouckém kraji, jedna ze tří místních částí obce Dolní Újezd. Leží v severozápadním sousedství Dolního Újezda v nadmořské výšce okolo 352 metrů. Skoky samostatně mají přibližně 360 obyvatel.

## Historie
V rámci obce Dolní Újezd mají Skoky nejkratší historii, byly založeny v letech 1820-1822 jako tzv. újezdská kolonie. Zpočátku nebyla osada vlastně ani oddělovaná od Újezdu a říkalo se jí pouze Kolonie. První osadníci Skoků pocházeli z blízkého okolí a postavili si zde po obou stranách silnice z Olomouce do Lipníka nad Bečvou 22 domků.
Již roku 1806 si zde však zřídil Josef Beck hostinec a když jej v roce 1816 přebíral jeho stejnojmenný syn, nesl název „U zeleného stromu“. Je možné, že hostinec dal budoucí osadě název, podle tanečních zábav, které se v něm konaly – „jít si skočit“. Přibližně od roku 1824 již stála na pozdější návsi kaplička zasvěcená sv. Janu Nepomuckému a dřevěný kříž. Kříž byl od roku 1881 nahrazen novým kamenným.
V roce 1820 zde stálo 16 domů s čísly navazujícími na Dolní Újezd, a to 61–76. Do roku 1923 byly součástí Dolního Újezdu, od roku 1924 do roku 1960 samostatnou obcí, v roce 1960 došlo ke sloučení s obcí Staměřice. Ty se následně v roce 1976 sloučily opět s Dolním Újezdem jako současné místní části.